# محمدتقی ذوالقدر
شیخ محمدتقی ذوالقدر ملقب به امین‌الشریعه (۱۲۶۲خ فسا - ۱۳۵۵خ تهران) نماینده مجلس شورای ملی بود.
خاندان ذوالقدر در دوران سلطنت شاه اسماعیل صفوی از ترکیه امروزی به ایران کوچید و به امر شاه اسماعیل حکومت فارس را به عهده گرفت اما پس از پایان دوره صفویه از نفوذ و قدرت خاندان ذوالقدر کاسته شد و تنها اداره ولایاتی چون لارستان، فسا، جهرم و سروستان در دستش باقی ماند. در دوران حکومت محمدحسن خان ذوالقدر بر فسا، این خاندان صاحب املاک زیادی در این ولایت شدند که نسل در نسل برایشان باقی ماند. سد (سیل‌بند) ذوالقدری در باغ حسین‌آباد فسا از آثار این خاندان است.
شیخ محمدتقی ذوالقدر تحصیلات خود را در فسا آغاز کرد و تا ۲۵ سالگی در مدرسه منصوریه و سپس آقا بابا خان شیراز ادامه داد و سپس برای ادامه تحصیل در زمینه حکمت و فلسفه به تهران رفت. در تهران به وعظ و سخنرانی اشتغال داشت و منبری پرشوری در حمایت از میلیون و مشروطه خواهان بود.
ذوالقدر نخستین بار در سال ۱۳۰۰ به نمایندگی از ایلات خمسه فارس به مجلس شورای ملی رفت (دوره چهارم). در دوره بعد نماینده شیراز شد و همین مجلس بود که به انتقال سلطنت از خاندان قاجار به پهلوی رأی داد. ذوالقدر در دوره رضاشاه لباس روحانیت را کنار گذاشت و به نمایندگی در مجلس ادامه داد و در دوره‌های ششم و هفتم نماینده فسا بود.
در سال ۱۳۱۶ خورشیدی هنگام بازدید علی‌اصغر خان حکمت وزیر فرهنگ از فسا، به پیشنهاد محمدحسن خان سلیمان پور، باغچه نارنجی همراه با سه قطعه زمین به مساحت ۳۵ تا ۳۷ هزار متر مربع به اداره فرهنگ فسا اهدا کرد تا دبیرستانی در آن بنا شود. دبیرستان ذوالقدر در همین مکان در سال ۱۳۳۱ افتتاح شد. استادیوم ذوالقدر نیز در همین زمینها بنا شد.
در همان سال ۱۳۱۶ ذوالقدر به نمایندگی از نیشابور به مجلس شورای ملی رفت (دوره یازدهم) و تا دوره سیزدهم کرسی خود را حفظ کرد. پس از شهریور ۱۳۲۰ بار دیگر از شهر خود فسا در دوره چهاردهم به مجلس رفت.